# 자크 뒤보셰
자크 뒤보셰(프랑스어: Jacques Dubochet, 1942년 6월 8일 ~ )는 스위스의 생물학자이다. 2017년에 생체 분자의 고해상도 구조 결정을 위한 저온전자현미경을 개발한 공로로 요아힘 프랑크, 리처드 헨더슨과 함께 노벨 화학상을 수상했다.